# خوسيه أنخيل بوينو
خوسيه أنخيل بوينو (بالإسبانية: José Ángel Bueno Ortega) هو لاعب كرة قدم إسباني، ولد في 7 فبراير 1991 في طراغونة في إسبانيا. لعب مع خيمناستيك طركونة ونادي أوسبيتاليت.

## وصلات خارجية
- خوسيه أنخيل بوينو على موقع قاعدة بيانات كرة القدم.إي يو (الإنجليزية)
- خوسيه أنخيل بوينو على موقع AS.com (الإسبانية)